# Anders Gothen
Anders Gustaf Gothen född 31 maj 1792 i Nysunds socken, Örebro län, död 29 augusti 1834 i Askersunds stadsförsamling, Örebro län, var en svensk borgmästare.
Gothen tillträdde som borgmästare för Askersunds stad 1832, han efterträddes sedermera av Axel Wilhelm Knös år 1834.